# Eduard Robeyns
Maria Josephus Eduardus (Eduard) Robeyns (Tielt, 28 augustus 1856 - Diest, 21 oktober 1938) was een Belgisch arts en politicus voor de Katholieke Partij.

## Levensloop
Robeyns studeerde geneeskunde en was arts van beroep. Hij was gespecialiseerd in zenuw- en geestesziekten.
Daarnaast was Robeyns politiek actief. In september 1904 werd hij aangesteld als burgemeester van Diest. Hij volgde in deze hoedanigheid de liberaal Peters op. Deze fungeerde in opvolging van Michel Theys als dienstdoend burgemeester. Peters had evenwel misbruik van gezag gepleegd (onder meer met betrekking tot het toezicht op het weldadigheidsbureau). Waardoor minister van Binnenlandse Zaken Jules de Trooz geen andere mogelijkheid zag dan Robeyns in deze functie te benoemen, hoewel deze niet tot de meerderheid behoorde. Hierop volgend braken (kleine) schermutselingen uit.
Robeyns droeg de burgemeesterssjerp tot 1921. Hij werd in deze hoedanigheid opgevolgd door de liberaal Oscar Nihoul. Onder zijn bestuur vond de bezetting van Diest tijdens de Eerste Wereldoorlog plaats. Vanop de Schaffense heuvels werd de stad bestookt door Duitse artillerie, waarna de stad werd ingenomen onder leiding van generaal Von Hammerstein.
In Diest werd een straat naar hem vernoemd, met name de Eduard Robeynslaan.